# SN 2008fc
SN 2008fc – supernowa typu II odkryta 25 sierpnia 2008 roku w galaktyce UGC 2883. W momencie odkrycia miała maksymalną jasność 16,60m.